# Gary Cahill
Gary James Cahill (pronunție în engleză [keɪhɪl]; n. 9 decembrie, 1985 în Dronfield, Anglia) este un fotbalist englez care evoluează la clubul Crystal Palace și la echipa națională de fotbal a Angliei.

## Statistici carieră

### Club
La 22 martie 2014.
| Club                    | Sezon         | Campionat | Campionat | Cupă1   | Cupă1  | Europa2 | Europa2 | Total   | Total  |
| Club                    | Sezon         | Meciuri   | Goluri    | Meciuri | Goluri | Meciuri | Goluri  | Meciuri | Goluri |
| ----------------------- | ------------- | --------- | --------- | ------- | ------ | ------- | ------- | ------- | ------ |
| Burnley (loan)          | 2004–05       | 27        | 1         | 5       | 0      | 0       | 0       | 32      | 1      |
| Burnley (loan)          | Total         | 27        | 1         | 5       | 0      | 0       | 0       | 32      | 1      |
| Aston Villa             |               |           |           |         |        |         |         |         |        |
| 2005–06                 | 7             | 1         | 1         | 0       | 0      | 0       | 8       | 1       |        |
| 2006–07                 | 20            | 0         | 1         | 0       | 0      | 0       | 21      | 0       |        |
| 2007–08                 | 1             | 0         | 0         | 0       | 0      | 0       | 1       | 0       |        |
| Total                   | 28            | 1         | 2         | 0       | 0      | 0       | 30      | 1       |        |
| Sheffield United (loan) | 2007–08       | 16        | 2         | 0       | 0      | 0       | 0       | 16      | 2      |
| Sheffield United (loan) | Total         | 16        | 2         | 0       | 0      | 0       | 0       | 16      | 2      |
| Bolton Wanderers        |               |           |           |         |        |         |         |         |        |
| 2007–08                 | 13            | 0         | 0         | 0       | 4      | 0       | 17      | 0       |        |
| 2008–09                 | 33            | 3         | 1         | 0       | 0      | 0       | 34      | 3       |        |
| 2009–10                 | 29            | 5         | 5         | 2       | 0      | 0       | 34      | 7       |        |
| 2010–11                 | 36            | 3         | 5         | 0       | 0      | 0       | 41      | 3       |        |
| 2011–12                 | 19            | 2         | 2         | 1       | 0      | 0       | 21      | 3       |        |
| Total                   | 130           | 13        | 13        | 3       | 4      | 0       | 147     | 16      |        |
| Chelsea                 |               |           |           |         |        |         |         |         |        |
| 2011–12                 | 10            | 1         | 4         | 1       | 5      | 0       | 19      | 2       |        |
| 2012–13                 | 26            | 2         | 8         | 2       | 11     | 2       | 45      | 6       |        |
| 2013–14                 | 24            | 1         | 6         | 0       | 7      | 1       | 37      | 2       |        |
| Total                   | 60            | 4         | 18        | 3       | 23     | 3       | 101     | 10      |        |
| Total carieră           | Total carieră | 261       | 21        | 38      | 5      | 27      | 3       | 326     | 30     |

1Include FA Cup și League Cup.
2Include UEFA Super Cup și FIFA Club World Cup

### Internațional
La 5 martie 2014.
| Anglia | Anglia  | Anglia |
| An     | Meciuri | Goluri |
| ------ | ------- | ------ |
| 2010   | 1       | 0      |
| 2011   | 6       | 1      |
| 2012   | 5       | 1      |
| 2013   | 9       | 0      |
| 2014   | 1       | 0      |
| Total  | 22      | 2      |

### Goluri internaționale
| #  | Data              | Stadion                                          | Oponent       | Scor | Rezultat | Competiție                                           |
| -- | ----------------- | ------------------------------------------------ | ------------- | ---- | -------- | ---------------------------------------------------- |
| 1. | 2 septembrie 2011 | Stadionul Național Vasil Levski, Sofia, Bulgaria | Bulgaria      | 1–0  | 3–0      | Preliminariile Campionatului European de Fotbal 2012 |
| 2. | 29 februarie 2012 | Wembley Stadium, Londra, Anglia                  | Țările de Jos | 1–2  | 2–3      | Meci amical                                          |

## Palmares
Chelsea
- FA Cup (1): 2011–12
- Liga Campionilor UEFA (1): 2011–12
- UEFA Europa League (1): 2012–13

### Individual
- Aston Villa Goal of the Season (1): 2005–06
- Burnley Player of the Year (1): 2004–05
- Burnley Young Player of the Year (1): 2004–05
- Bolton Players' Player of the Year (1): 2008–09[5]